# جون إي. وودز
جون إي. وودز (بالإنجليزية: John E. Woods)‏ هو كاتب ومؤلف ومترجم أمريكي، ولد في القرن العشرين في إنديانا في الولايات المتحدة.